# 칸테미르
칸테미르(루마니아어: Cantemir)는 몰도바의 도시로 칸테미르 구의 행정 중심지이며 높이는 53m, 인구는 6,000명(2012년 기준)이다.